# Mike-Steven Bähre
Mike-Steven Bähre (Garbsen, 10 agosto 1995) è un calciatore tedesco, centrocampista dell'Altach.

## Caratteristiche tecniche
Gioca come centrocampista centrale.

## Carriera
Bähre è cresciuto nel settore giovanile dell'Hannover 96 e nel maggio del 2015 ha firmato il suo primo contratto professionistico. Ha debuttato il 12 dicembre dello stesso anno sostituendo Allan Saint-Maximin nell'incontro di Bundesliga perso 1-0 contro l'Hoffenheim. Nel gennaio 2016 è stato prestato all'Hallescher in seconda divisione e nel gennaio 2018, con la stessa formula, è passato al Meppen.
Il 31 agosto 2018 ha firmato in prestito con il Barnsley, con cui al termine della stagione ha conquistato la promozione in Championship. Acquistato a titolo definitivo al termine della stagione, il 21 gennaio 2021 ha tuttavia rescisso il contratto con il club inglese di comune accordo.
Nel gennaio 2021 ha firmato un contratto di sei mesi con il Meppen, e dopo sei mesi da svincolato vi ha giocato nuovamente da gennaio a giugno 2022. Nuovamente senza contratto, il 9 dicembre 2022 ha firmato con gli austriaci dell'Altach.

## Statistiche

### Presenze e reti nei club
Statistiche aggiornate al 15 marzo 2024.
| Stagione        | Squadra         | Campionato      | Campionato | Campionato | Coppe nazionali | Coppe nazionali | Coppe nazionali | Coppe continentali | Coppe continentali | Coppe continentali | Altre coppe | Altre coppe | Altre coppe | Totale | Totale | Totale |
| Stagione        | Squadra         | Comp            | Pres       | Reti       | Comp            | Pres            | Reti            | Comp               | Pres               | Reti               | Comp        | Pres        | Reti        | Pres   | Reti   |        |
| --------------- | --------------- | --------------- | ---------- | ---------- | --------------- | --------------- | --------------- | ------------------ | ------------------ | ------------------ | ----------- | ----------- | ----------- | ------ | ------ | ------ |
| 2013-2014       | Hannover 96     | RL              | 1          | 0          |                 | -               | -               |                    | -                  | -                  |             | -           | -           | 1      | 0      |        |
| 2014-2015       | Hannover 96     | RL              | 28         | 7          |                 | -               | -               |                    | -                  | -                  |             | -           | -           | 28     | 7      |        |
| 2015-gen. 2016  | Hannover 96     | RL              | 3          | 0          |                 | -               | -               |                    | -                  | -                  |             | -           | -           | 3      | 0      |        |
| 2015-gen. 2016  | Hannover 96     | BL              | 1          | 0          | CG              | 0               | 0               |                    | -                  | -                  |             | -           | -           | 1      | 0      |        |
| gen.-giu. 2016  | Hallescher      | 3L              | 6          | 0          | CG              | 0               | 0               |                    | -                  | -                  |             | -           | -           | 6      | 0      |        |
| 2016-2017       | Hannover 96 II  | RL              | 2          | 0          |                 | -               | -               |                    | -                  | -                  |             | -           | -           | 2      | 0      |        |
| 2017-gen. 2018  | Hannover 96 II  | RL              | 10         | 3          |                 | -               | -               |                    | -                  | -                  |             | -           | -           | 10     | 3      |        |
| 2016-2017       | Hannover 96     | 2L              | 2          | 0          | CG              | 0               | 0               |                    | -                  | -                  |             | -           | -           | 2      | 0      |        |
| gen.-giu. 2018  | Meppen          | 3L              | 16         | 1          | CG              | 0               | 0               |                    | -                  | -                  |             | -           | -           | 16     | 1      |        |
| ago. 2018       | Hannover 96 II  | RL              | 3          | 0          |                 | -               | -               |                    | -                  | -                  |             | -           | -           | 3      | 0      |        |
| 2018-2019       | Barnsley        | FL1             | 35         | 1          | FACup+CdL       | 3+0             | 1+0             |                    | -                  | -                  | FLT         | 4           | 0           | 42     | 2      |        |
| 2019-2020       | Barnsley        | FLC             | 26         | 1          | FACup+CdL       | 0+1             | 0               |                    | -                  | -                  |             | -           | -           | 27     | 1      |        |
| 2020-gen. 2021  | Barnsley        | FLC             | 0          | 0          | FACup+CdL       | 0               | 0               |                    | -                  | -                  |             | -           | -           | 0      | 0      |        |
| gen.-giu. 2021  | Meppen          | 3L              | 9          | 0          | CG              | 0               | 0               |                    | -                  | -                  |             | -           | -           | 9      | 0      |        |
| gen.-giu. 2022  | Meppen          | 3L              | 11         | 0          | CG              | 0               | 0               |                    | -                  | -                  |             | -           | -           | 11     | 0      |        |
| gen.-giu. 2023  | Altach          | BL              | 7          | 1          | CA              | 0               | 0               |                    | -                  | -                  |             | -           | -           | 7      | 1      |        |
| 2023-2024       | Altach          | BL              | 21         | 3          | CA              | 4               | 0               |                    | -                  | -                  |             | -           | -           | 25     | 3      |        |
| Totale carriera | Totale carriera | Totale carriera | 181        | 17         |                 | 8               | 1               |                    | -                  | -                  |             | 4           | 0           | 193    | 18     |        |